# 身在内陆 (2021年电影)
《身在内陆》（Hinterland）是一部上映于2021年的奥地利-卢森堡犯罪片，由奥地利导演斯戴芬·卢佐维茨基执导，由奥地利演员穆拉坦·穆斯鲁（Murathan Muslu）和德国演员丽芙·丽莎·弗里斯主演。

## 劇情概要
故事以1920年的维也纳為背景，当时奥匈帝国已经解体。前警探彼得·佩格 (Peter Perg) 在此前的一战中被俘，当了数年战俘后返乡。在发生了连环谋杀前战俘事件后，彼得和法医特蕾莎·科纳（Theresa Körner）开始协力破案。

## 製作
本片在摄制过程中大量使用色键技术，场景主要都是用电脑制作的。2021年7月，本片放出预告片。

## 上映
2021年8月6日，本片在第74届洛迦诺电影节首映，赢得了瑞银观众奖。
该片于2021年10月7日在德国上映。